# Robert de Ferrers, VI conte di Derby
Robert de Ferrers, VI conte di Derby (Derbyshire, 1239 – prima del 27 aprile 1279), era figlio di Guglielmo di Ferrers, V conte di Derby e di Margaret de Quincy (nata attorno al 1218).

## Le origini e l'acquisizione del titolo
Robert de Ferrers nacque nel 1239 nel Derbyshire. Da parte di madre era bis-nipote di Saer de Quincy, uno dei baroni che si ribellò contro Giovanni d'Inghilterra per la Magna Charta e sempre dal lato materno era imparentato con Dervorguilla di Galloway, madre di Giovanni di Scozia. La sua famiglia paterna era di origini francesi, tanto che il cognome deriva dal loro paese di provenienza, Ferrières-Saint-Hilaire, in Normandia, dal quale erano partiti al seguito di Guglielmo il Conquistatore.
Nel 1249 sposò Maria di Lusignano, allora di sette anni, figlia di Ugo X di Lusignano nell'Abbazia di Westminster, nel 1254 rimase orfano di padre ed ereditò il titolo diventando VI conte di Derby, assumendo anche la carica di tutore dell'allora principe Edoardo I d'Inghilterra.
Quando divenne maggiorenne nel 1260 ereditò formalmente titolo e proprietà che comprendevano terre nel Derbyshire, Staffordshire e Nottinghamshire, in aggiunta ad una porzione di Lancashire che derivava dalle proprietà di Ranulph de Blondeville, la cui sorella aveva sposato il nonno di Robert. Questo insieme di terre faceva di lui un uomo assai ricco e potente.
La sua eredità tuttavia venne ben presto intaccata, perché un terzo dovette andare a sua madre come pensione vedovile, un'altra parte consistente venne reclamata dai creditori per un debito di 8.000 sterline che aveva contratto suo padre, per pagare il quale Robert si rivolse ai banchieri ebrei di Worcester, ed infine vi fu una parte da dare a suo fratello ed alla di lui moglie. Tolto tutto questo,  sembrò che a Robert rimanesse poco oltre alla dote della moglie.

## La ribellione
A differenza dei suoi predecessori Robert dimostrò di avere un carattere violento ed impetuoso, imprevedibile ed apparentemente incapace di sofisticazioni politiche. Nei primi anni si disinteressò alquanto della politica, preso com'era dai problemi interni alla propria famiglia, ma aveva di certo familiarità con quanto andava accadendo sulla scena nazionale grazie alla propria amicizia con Riccardo de Clare, VI conte di Gloucester e con Simone V di Montfort.
Nel 1263 Montfort tornò in Inghilterra e si ribellò contro Enrico III d'Inghilterra dando il via alla Seconda guerra dei baroni, Robert si schierò con lui e in maggio aveva preso i castelli di Skenfrith, Grosmont e il  White Castle di Llantilio Crossenny, che appartenevano al principe Edoardo I d'Inghilterra. Le dichiarazioni di Luigi IX di Francia secondo le quali le Disposizioni di Oxford erano illegali non portarono altro che ulteriore agitazione.
Nel febbraio del 1264 Robert attaccò Worcester saccheggiando il quartiere ebraico e le case private, danneggiando le terre della corona dei dintorni ed approfittò della situazione per far sparire i documenti che registravano i prestiti che doveva ai banchieri ebrei, apportando così un significativo miglioramento alla sua situazione finanziaria. Fatto ciò si riunì con Montfort al castello di Gloucester, dove seppe che Edoardo I d'Inghilterra era scappato dalla sua prigionia al maniero grazie ad una tregua che aveva stretto con il figlio di Simone V di Montfort, Enrico di Montfort. Il dispetto che Robert mostrò in quell'occasione dà motivo di supporre che l'astio che covava verso i reali andasse al di là della semplice lotta politica.
Il motivo potrebbe risalire alla questione sorta circa la proprietà della famiglia Ferrers sul castello di Peverl nel Derbyshire. Questo maniero apparteneva alla stirpe dei Peverl di cui faceva parte Margaret Peverl (circa 1114 - 1141 circa), che aveva sposato Robert de Ferrers, II conte di Derby (1090 circa - 1162). Re Giovanni d'Inghilterra ne aveva affidato l'amministrazione al nonno di Robert, il quarto conte, ma Enrico III d'Inghilterra l'aveva poi revocata nel 1222 e l'aveva successivamente affidata al figlio Edoardo.

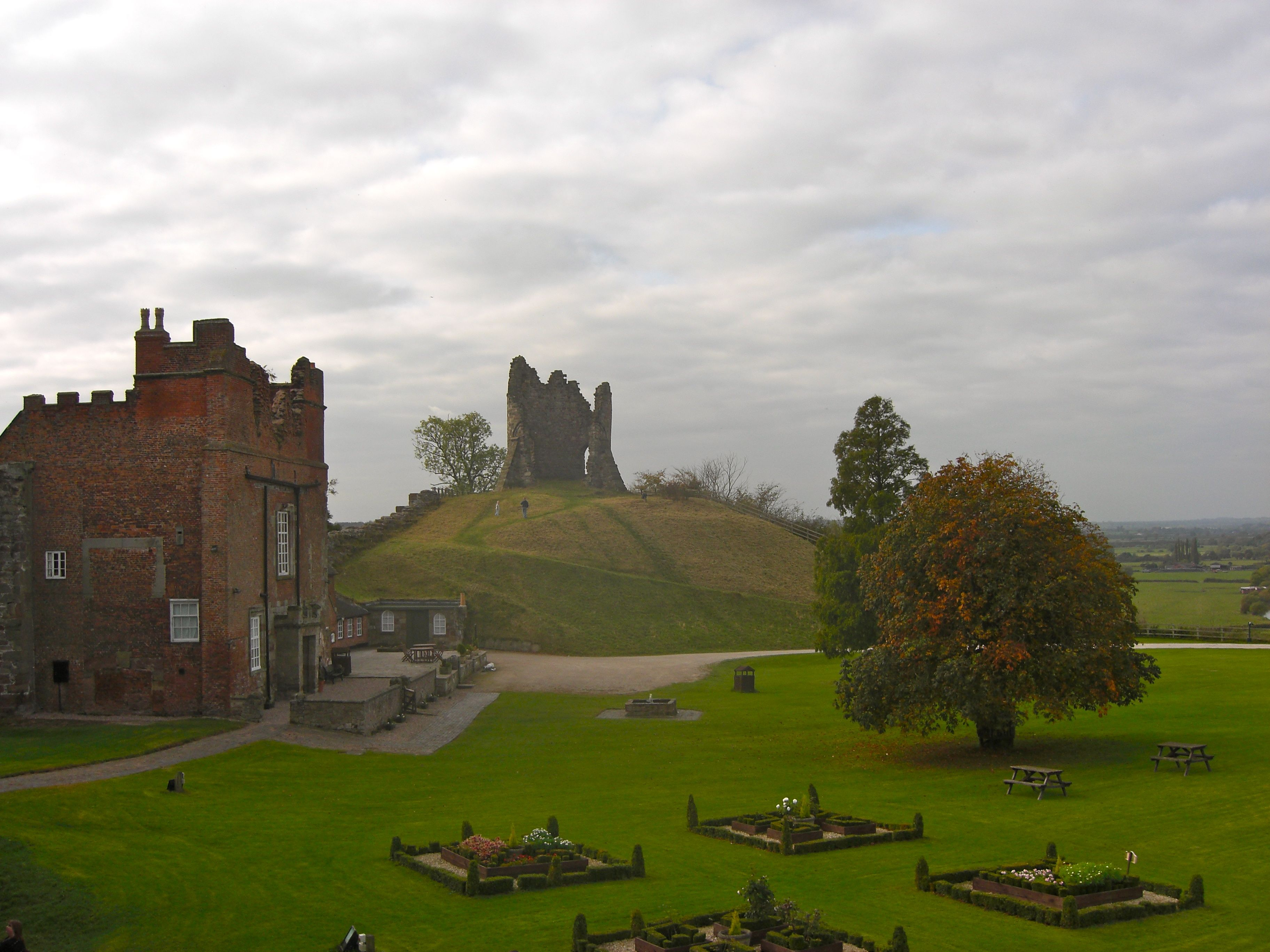
Il castello di Tutbury

La fuga permise al principe Edoardo di attaccare il castello di Northampton, dove il fratello di Robert ed altri nobili furono presi prigionieri, successivamente il principe si diresse su Tutbury Castle, dove Robert era nato, radendolo al suolo nel marzo del 1264. Quando in maggio vi fu la Battaglia di Lewes, in cui furono catturati il re, suo figlio e suo fratello Riccardo di Cornovaglia, Robert non partecipò, ma non si astenne dal trarre profitto dalla sconfitta reale.
Approfittando della situazione de Ferrers si prese non solo il castello di Peverl, ma anche diversi altri manieri nello Yorkshire e nel Derbyshire.
La vittoria a Lewes fece di Simone V di Montfort il signore d'Inghilterra ed in tale veste egli indisse le elezioni per i membri del parlamento. Alcuni baroni tuttavia decisero di ritirarsi, giudicando il progetto di Montfort troppo ambizioso. Tuttavia Montfort continuò il suo progetto e seguitò a trattare con Edoardo principe ereditario d'Inghilterra per discutere del prezzo da pagare per la liberazione sua, del padre e dello zio. Una delle condizioni poste era che il principe rinunciasse a una buona parte delle sue terre, terre che, però, erano già finite nelle mani di Robert de Ferrers, il che lo mise in contrasto con Montfort, tanto che quest'ultimo convocò de Ferrers alla seduta del Parlamento del gennaio 1265 intimandogli di cedere il castello di Peverl e imprigionandolo poi nella Torre di Londra.

## Un'altra ribellione
Nei mesi seguenti Montfort perse via via i propri sostenitori, alla fine, Edoardo scappò dalla propria prigionia a Kenilworth grazie all'aiuto di Riccardo de Clare, VI conte di Gloucester, in agosto seguì la Battaglia di Evesham, Montfort venne ucciso e il potere regio ristabilito.
Anche Robert venne liberato, il re comprese che il denaro e la potenza militare del conte di Derby poteva venire utile e dietro il pagamento di un'ammenda lo lasciò andare, de Ferrers però non sembrò pago della propria buona sorte e si ribellò di nuovo.
Nel 1266 si unì a un gruppo di vecchi sostenitori di Montfort per tentare un nuovo rovesciamento del trono, la sorte però non fu loro amica e dopo alcune brevi battaglie i ribelli vennero sconfitti e catturati, chi riuscì a sopravvivere si rifugiò nei boschi come un qualsiasi fuorilegge. Nel 1268 Robert venne scoperto e catturato, non si sa venne tradito o se fosse vulnerabile per via di un attacco di gotta, malattia che lo affliggeva spesso, e venne imprigionato al castello di Windsor dove rimase fino al 1269 con l'accusa di alto tradimento.
Pur nella difficoltà Robert si appellò a un documento sottoscritto fra il principe Edoardo I d'Inghilterra ed i baroni al tempo di Evesham, secondo il quale avrebbe potuto reclamare le proprie terre pagando una multa pari a sette volte il loro valore annuale. Robert venne rilasciato e le sue proprietà gli furono restituite, anche se per questo contrasse un debito di 50.000£ con il principe in persona.
La possibilità che reperisse tale somma era remota, tuttavia Edmondo Plantageneto, figlio di Enrico III d'Inghilterra ed altri nobili, erano decisi a tenere per se stessi le proprietà di de Ferrers, lo catturarono e lo costrinsero a passare tutte le sue tenute a dodici prestanome, Robert venne tenuto prigioniero fino al 9 luglio 1269.
De Ferrers passò i seguenti dieci anni a tentare di rimettere insieme le proprie ricchezze, sia per via legale che per via militare e sempre con poco o nullo successo, tanto che alla sua morte della grandezza della famiglia era rimasto ben poco.
Fra il 1266 ed il 1269 era morta Maria di Lusignano, la sua prima moglie, senza lasciargli figli, il 26 giugno del 1269 contrasse un altro matrimonio con Eleonora de Brewes, imparentata con l'importante famiglia dei de Bohun, non avendo più terre sue andò a vivere in quelle che facevano parte della dote della moglie, nel Northamptonshire, insieme ebbero due figli:
- Giovanni de Ferrers, I Barone Ferrers di Chartley (Cardiff 20 giugno 1271 - Guascogna 1324)
- Eleonora de Ferrers

Robert de Ferrers morì poco prima del 27 aprile 1279, mentre sua moglie Eleonora spirò il 20 febbraio del 1313 o 1314.